# Knut Nissen
Knut Harald Nissen,  född den 4 april 1893 i Göteborg, död den 7 september 1975 i Stockholm, var en svensk jurist.
Nissen blev juris kandidat vid Uppsala universitet 1917, assessor i Svea hovrätt 1926, fiskal 1929, hovrättsråd 1933, tillförordnad revisionssekreterare 1929 och ordinarie 1935. Han var justitieråd 1939–1960, ordförande å avdelning i Högsta domstolen 1957–1960 samt ledamot av lagrådet 1946–1948 och 1952–1954. Nissen innehade lagstiftningsuppdrag i finansdepartementet 1931–1932, justitieombudsmannens suppleant 1936–1939 och ordförande i uppfinnarnämnden 1950–1960. Han blev kommendör med stora korset av Nordstjärneorden 1949. Nissen är begravd på Norra begravningsplatsen utanför Stockholm.